# Japeri
Japeri is een gemeente in de Braziliaanse deelstaat Rio de Janeiro. De gemeente telt 100.055 inwoners (schatting 2009).
De gemeente grenst aan Miguel Pereira, Nova Iguaçu, Paracambi, Queimados en Seropédica.
Deze stad werd gesticht op 30 juni 1991. Het is zeer bekend te zijn gelegen naast het laatste station van de grootste tak van de spoorweg van Brazilië (Central do Brasil). De datum van de bouw was 1858  en werd in 1903 in de Central do Brasil opgenomen. Het was de eerste stop van treinen voor São Paulo, waaronder de beroemde Trem de Prata (zilvertrein).
Het gebied aan de voet van de Serra do Mar, wordt omringd door rivieren Guandu, Santana, Rio dos Poços, Rio D'Ouro, Santo Antonio, Ribeirão das Lages en São Pedro. In de wijk Engenheiro Pedreira ligt de eerste openbare golfbaan van Brazilië.